# Iberolacerta
Iberolacerta es un género de la familia Lacertidae que incluye varias especies de lagartijas autóctonas de la península ibérica y los Alpes. Hasta hace poco tiempo sus especies se incluían en el género Lacerta.

## Especies
Los nombres comunes y la distribución de las especies según Lista de reptiles de España.
- Iberolacerta aranica (Arribas, 1993) (lagartija aranesa), Pirineo central (Valle de Arán, Ariège)
- Iberolacerta aurelioi (Arribas, 1994) (lagartija pallaresa), Pirineo central y oriental
- Iberolacerta bonnali (Lantz, 1927) (lagartija pirenaica), Pirineos
- Iberolacerta cyreni (Müller & Hellmich, 1937) (lagartija carpetana), península ibérica (Sistema Central)
- Iberolacerta galani Arribas, Carranza & Odierna, 2006 (lagartija leonesa), península ibérica (Montes de León)
- Iberolacerta horvathi (lagartija de Horvath), Alpes
- Iberolacerta martinezricai (Arribas, 1996) (lagartija batueca), península ibérica (Sierra de Francia)
- Iberolacerta monticola (Boulenger, 1905) (lagartija serrana), Noroeste de la  península ibérica